# 趙應元 (萬曆進士)
趙應元（16世紀—17世紀），字葆初，號肖鶴，廣東廣州府新會縣人，明朝政治人物。同进士出身。

## 生平
萬曆十九年（1591年）辛卯科廣東鄉試第七十一名举人，二十三年（1595年）乙未科會試第一百七十八名，廷試三甲第一百五十九名进士，兵部觀政，二十四年二月授直隶無錫縣知縣，二十九年升工部主事，卒于官。

## 家族
曾祖趙熙，贡士。祖趙勛。父趙崇經，贈文林郎。母阮氏，封太孺人。慈侍下。從兄趙敦夫（亳州同知）。娶林氏，封孺人，子遇良、遂良、建良、進良、迪良。